# Megumi Shigaki
Megumi Shigaki –en japonés, 志垣 めぐみ, Shigaki Megumi– (21 de enero de 1974) es una deportista japonesa que compitió en triatlón. Ganó una medalla de bronce en el Campeonato Mundial de Triatlón de Larga Distancia de 1998.

## Palmarés internacional
| Campeonato Mundial | Campeonato Mundial | Campeonato Mundial | Campeonato Mundial |
| Año                | Lugar              | Medalla            | Prueba             |
| ------------------ | ------------------ | ------------------ | ------------------ |
| 1998               | Isla Sado (Japón)  | Medalla de bronce  | Individual         |